# Reprezentacja Singapuru w piłce nożnej mężczyzn
Reprezentacja Singapuru w piłce nożnej – drużyna sportowa piłki nożnej, reprezentująca Singapur w meczach i turniejach międzynarodowych. Za jej funkcjonowanie odpowiedzialny jest założony w 1892 roku, Związek Piłkarski Singapuru (ang. Football Association of Singapore). Od 1952 roku jest członkiem FIFA i AFC. Singapurczycy nigdy nie grali w finałach Mistrzostw Świata. Największym osiągnięciem reprezentacji jest udział w 1 rundzie Pucharu Azji w 1984 roku.
Obecnym selekcjonerem kadry Singapuru jest V. Sundramoorthy

## Udział wMistrzostwach Świata
- 1930 – 1950 – Nie brał udziału (nie był członkiem FIFA)
- 1954 – 1974 – Nie brał udziału
- 1978 – 2022 – Nie zakwalifikował się

## Udział wPucharze Azji
- 1956 – Nie brał udziału
- 1960 – Nie zakwalifikował się
- 1964 – Nie brał udziału
- 1968 – Nie zakwalifikował się
- 1972 – Nie brał udziału
- 1976 – 1980 – Nie zakwalifikował się
- 1984 – Faza grupowa
- 1988 – Nie brał udziału
- 1992 – 2023 – Nie zakwalifikował się